# Saint-Girons (Ariège)
Saint-Girons – miejscowość i gmina we Francji, w regionie Oksytania, w departamencie Ariège. Nazwa miejscowości pochodzi od imienia św. Geroncjusza
Według danych na rok 1990 gminę zamieszkiwało 6596 osób, a gęstość zaludnienia wynosiła 345 osób/km² (wśród 3020 gmin regionu Midi-Pireneje Saint-Girons plasuje się na 49. miejscu pod względem liczby ludności, natomiast pod względem powierzchni na miejscu 585.).